# Gran Dorado
Gran Dorado werd in 1980 opgericht als Vendorado door houdstermaatschappij Vendex, bekend van de Vroom & Dreesmann warenhuizen. Het bedrijf verhuurde oorspronkelijk appartementen en vakantiebungalows aan particulieren. De merknaam werd in 2002 eigendom van de Pierre & Vacances Center Parcs Group en de bedrijfsvoering samengevoegd met Center Parcs.

## Geschiedenis
Vendorado Leisure N.V. werd in 1980 opgericht. In 1989 wordt de naam gewijzigd in Gran Dorado Leisure N.V.
Begin 1996 telt het bedrijf 6 parken. In datzelfde jaar neemt Gran Dorado de verhuuractiviteiten van de Creatief Vakantieparken over. Daardoor werd het bedrijf, met 40 parken en ongeveer 7500 bungalows, de grootste bungalowvakantie-aanbieder van Europa. De twee bedrijven zetten voort onder de gezamenlijke naam Gran Dorado/Creatief. In 1998 gaat het bedrijf verder als Gran Dorado N.V., met als commerciële naam Gran Dorado Group.
Het leeuwendeel van de Gran-Doradoparken waren parken waar privé-eigenaren een vakantiebungalow hadden gekocht en deze lieten verhuren door Gran Dorado.

### Fusie met Center Parcs
Begin 2002 is Pierre & Vacances eigenaar geworden van Gran Dorado. P&V heeft kort daarna ook Center Parcs overgenomen van Scottish & Newcastle. De twee grootste spelers op de markt van bungalows komen nu in handen van dezelfde firma. Halverwege 2002 worden Center Parcs en Gran Dorado samengevoegd. De Nederlandse Mededingingsautoriteit gaat niet akkoord met een samenvoeging van de verhuur van alle parken. Van een aantal parken moet de exploitatie worden verkocht aan de concurrentie:
- 5 oorspronkelijke Gran Dorado-parken behoren bij de Center Parcs-keten
- 1 oorspronkelijk Gran Dorado-park gaat verder onder de vlag van RP Holidays
- de overige 34 parken, waarvan een groot deel oorspronkelijk tot Creatief Vakantieparken behoorden, gaan verder bij Landal Greenparks

Op 1 januari 2009 gaan verschillende parken verder onder de naam Sunparks. Hierbij worden ze samengevoegd met de parken van het Belgische Sun. Dit is inmiddels ook door P&V overgenomen. Bij de overgang naar Sunparks wijzigen ook de namen van de parken. Zij worden meer streekgebonden gemaakt zoals Limburgse Peel en Eifel voor Loohorst en Heilbachsee.
Opmerking bij de volgende tabel: indien bij huidige eigenaar / naam niets is ingevuld, duidt dit aan dat de eigenaar / naam nog steeds hetzelfde is als die in de kolom eigenaar na fusie.
| Land      | Park                                      | Plaats          | Regio               | Opening | Toegevoegd | Eigenaar na fusie | Naam na fusie                   | Huidige eigenaar | Huidige naam                      |
| --------- | ----------------------------------------- | --------------- | ------------------- | ------- | ---------- | ----------------- | ------------------------------- | ---------------- | --------------------------------- |
| België    | Gran Dorado Domaine de Chodes*            | Malmedy         | Luik                | ?       | 1996       | Landal            | Landal Domaine de Chodes        | Failliet         |                                   |
| België    | Gran Dorado Domaine Long Pré*             | Stavelot        | Ardennen            | ?       | 1996       | Landal            | Landal Domaine Long Pré         | Domaine Long Pré | Domaine Long Pré                  |
| België    | Gran Dorado Village les Gottales*         | Trois-Ponts     | Ardennen            | ?       | 1996       | Landal            | Landal Village les Gottales     |                  |                                   |
| Duitsland | Gran Dorado Heilbachsee                   | Gunderath       | Rijnland-Palts      | 1982    | 1984       | Center Parcs      | Center Parcs Eifel              |                  |                                   |
| Duitsland | Gran Dorado Hochsauerland                 | Medebach        | Noordrijn-Westfalen | 1994    | 1994       | Center Parcs      | Center Parcs Park Hochsauerland |                  |                                   |
| Nederland | Gran Dorado Parc Sandur                   | Emmen           | Drenthe             | 1999    | 1999       | Landal Greenparks | Landal Parc Sandur              | Center Parcs     | Center Parcs Parc Sandur          |
| Nederland | Gran Dorado Het Hart van Drenthe*         | Zwiggelte       | Drenthe             | ?       | 1996       | Landal            | Landal Het Hart van Drenthe     | Landal/Roompot   | Bungalowpark Het Hart van Drenthe |
| Nederland | Gran Dorado Het Land van Bartje*          | Ees             | Drenthe             | ?       | 1996       | Landal            | Landal Het Land van Bartje      |                  |                                   |
| Nederland | Gran Dorado Hunerwold State               | Wateren         | Drenthe             | ?       | 1997       | Landal            | Landal Hunerwold State          |                  |                                   |
| Nederland | Gran Dorado Ameland State*                | Nes             | Friesland           | ?       | 1996       | Landal            | Landal Ameland State            |                  |                                   |
| Nederland | Gran Dorado Vitamaris*                    | Schiermonnikoog | Friesland           | ?       | 1996       | Landal            | Landal Vitamaris                |                  |                                   |
| Nederland | Gran Dorado De Berkenhorst*               | Kootwijk        | Gelderland          | 1975    | 1996       | Landal            | Landal De Berkenhorst           | Eigen beheer     | Summio Parc De Berkenhorst        |
| Nederland | Gran Dorado De Groene Heuvels*            | Ewijk           | Gelderland          | ?       | 1996       | Landal Greenparks | Landal De Groene Heuvels        | Eigen beheer     | Vakantiepark 't Broeckhuys        |
| Nederland | Gran Dorado De Veluwse Hoevegaerde        | Putten          | Gelderland          | ?       | 1997       | Landal            | Landal De Veluwse Hoevegaerde   | Roompot/Landal   | De Veluwse Hoevegaerde            |
| Nederland | Gran Dorado Klein Ruwinkel*               | Scherpenzeel    | Gelderland          | ?       | 1996       | Landal            | Landal Klein Ruwinkel           | Eigen beheer     | Landgoed Ruwinkel                 |
| Nederland | Gran Dorado Landgoed ’t Loo               | Oldebroek       | Gelderland          | 1997    | 1997       | Landal            | Landal Landgoed ‘t Loo          |                  |                                   |
| Nederland | Gran Dorado Natuurdorp Suyderoogh*        | Lauwersoog      | Groningen           | ?       | 1996       | Landal            | Landal Natuurdorp Suyderoogh    |                  |                                   |
| Nederland | Gran Dorado Aerwinkel*                    | Posterholt      | Limburg             | ?       | 1996       | Landal            | Landal Landgoed Aerwinkel       |                  |                                   |
| Nederland | Gran Dorado De Lommerbergen               | Reuver          | Limburg             | 1968    | 1997       | Landal            | Landal De Lommerbergen          |                  |                                   |
| Nederland | Gran Dorado De Schatberg                  | Sevenum         | Limburg             | 1995    | 1997       | Landal            | Landal Domein de Schatberg      |                  |                                   |
| Nederland | Gran Dorado Het Roekenbosch*              | Blitterswijck   | Limburg             | ?       | 1996       | Landal            | Landal Het Roekenbosch          | Failliet         | Failiet                           |
| Nederland | Gran Dorado Loohorst                      | America         | Limburg             | 1981    | 1981       | Center Parcs      | Center Parcs Park Loohorst      | Center Parcs     | Center Parcs Limburgse Peel       |
| Nederland | Gran Dorado Reevallis*                    | Vijlen          | Limburg             | ?       | 1996       | Landal            | Landal Reevallis                |                  |                                   |
| Nederland | Gran Dorado ‘t Vosseven*                  | Stramproy       | Limburg             | ?       | 1996       | Landal Greenparks | Landal ‘t Vosseven              | Eigen beheer     | Bospark ‘t Vosseven               |
| Nederland | Gran Dorado Weerterbergen                 | Weert           | Limburg             | 1985    | 1985       | Roompot/Landal    | Roompot Weerterbergen           |                  |                                   |
| Nederland | Gran Dorado De Vers*                      | Overloon        | Noord-Brabant       | ?       | 1996       | Landal            | Landal De Vers                  |                  |                                   |
| Nederland | Gran Dorado Duc de Brabant*               | Diessen         | Noord-Brabant       | ?       | 1996       | Landal            | Landal Duc de Brabant           |                  |                                   |
| Nederland | Gran Dorado Het Vennenbos*                | Hapert          | Noord-Brabant       | 1970    | 1996       | Landal            | Landal Het Vennenbos            |                  |                                   |
| Nederland | Gran Dorado Beach Park Texel*             | De Koog         | Noord-Holland       | ?       | 1996       | Landal            | Landal Beach Park Texel         |                  |                                   |
| Nederland | Gran Dorado Golf & Beach Resort Ooghduyne | Julianadorp     | Noord-Holland       | ?       | 1999       | Landal            | Landal Ooghduyne                |                  |                                   |
| Nederland | Gran Dorado Bosch en Zee*                 | De Koog         | Noord-Holland       | ?       | 1996       | Landal            | Landal Bosch en Zee             | Roompot/Landal   | Appartementencomplex Bosch en Zee |
| Nederland | Gran Dorado Zandvoort                     | Zandvoort       | Noord-Holland       | 1989    | 1989       | Center Parcs      | Center Parcs Park Zandvoort     | Center Parcs     | Center Parcs Park Zandvoort       |
| Nederland | Gran Dorado Beulaeke Haven*               | Wanneperveen    | Overijssel          | ?       | 1996       | Landal            | Landal Beulaeke Haven           | Eigen beheer     | Waterpark Beulaeke Haven          |
| Nederland | Gran Dorado De Elsgraven*                 | Enter           | Overijssel          | ?       | 1996       | Landal            | Landal Landgoed de Elsgraven    |                  |                                   |
| Nederland | Gran Dorado De Vlegge*                    | Sibculo         | Overijssel          | ?       | 1996       | Landal Greenparks | Landal De Vlegge                |                  |                                   |
| Nederland | Gran Dorado De Witte Bergen               | IJhorst         | Overijssel          | ?       | 1997       | Landal            | Landal De Witte Bergen          | Eigen beheer     | Natuurpark De Witte Bergen        |
| Nederland | Gran Dorado Resort Haamstede*             | Burgh-Haamstede | Zeeland             | 1965    | 1996       | Landal            | Landal Resort Haamstede         |                  |                                   |
| Nederland | Gran Dorado Villapark Livingstone*        | Burgh-Haamstede | Zeeland             | 1995    | 1996       | Landal            | Landal Villapark Livingstone    |                  |                                   |
| Nederland | Gran Dorado De Koornmolen*                | Zevenhuizen     | Zuid-Holland        | ?       | 1996       | Landal Greenparks | Landal de Koornmolen            | Eigen beheer     | de koornmolen                     |
| Nederland | Gran Dorado Port Zélande                  | Ouddorp         | Zuid-Holland        | 1990    | 1990       | Center Parcs      | Center Parcs Port Zélande       |                  |                                   |
| Nederland | Gran Dorado Varsseveld                    | Varsseveld      | Gelderland          | ?       | 1996       | Failliet          | Failliet                        |                  |                                   |